# Klaus Schneider (Psychologe)
Klaus Schneider (* 15. Februar 1942 in Hoppstädten an der Nahe; † 29. Januar 1994 in Bochum) war ein deutscher Psychologe und Hochschullehrer für Allgemeine Psychologie und Entwicklungspsychologie, der zuletzt an der Ruhr-Universität Bochum gelehrt hat.

## Leben
Sein Vater war Rechtspfleger. Er selbst besuchte von 1947 bis 1961 die Johannisschule in Niederlahnstein sowie das Neusprachliche Gymnasium in Oberlahnstein, wo er auch das Abitur ablegte. Zwischen 1962 und 1967 studierte er Psychologie, Zoologie und Soziologie an den Universitäten Mainz, Münster und der Bochum; hier legte er 1967 das Diplomexamen im Fach Psychologie ab. Danach erhielt er eine Assistentenstelle und promovierte 1971 zum Dr. phil. in den Fächern Psychologie, Physiologie und Soziologie. Zwischen 1973 und 1975 nahm er ein Postgraduiertenstudium in Physiologischer Psychologie an der University of California, Los Angeles am „Brain Research Institut“ wahr. Zurückgekehrt nach Deutschland wurde er zwischen 1977 und 1978 Dozent an der Universität Oldenburg. Die Venia Legendi für das Fach Psychologie an der Universität Bochum erwarb er 1978. Im gleichen Jahr wurde er Professor für Psychologie an der Universität Marburg. 1985 folgte die Annahme eines Rufs auf einen ordentlichen Lehrstuhl für Psychologie an der Universität Bochum. Im Studienjahr 1982/83 war er Dekan des Fachbereichs Psychologie an der Universität Marburg.

## Werk
Er kann als Schüler von Heinz Heckhausen angesehen werden, von ihm wurde er zur Erforschung des Problems der situativen und dispositionellen Determinanten des motivierten Erlebens und Verhaltens angeregt. Vor allem widmete er sich der experimentellen Überprüfung des Risiko-Wahl-Modells von Atkinson. In entwicklungspsychologischer Hinsicht beschäftigte er sich mit der Entwicklung von Vorläuferbedingungen der Leistungsmotivation. Er wollte dabei die Bedingungen für die Leistungsmotiventwicklung möglichst präzise erfassen. Er befasste sich auch mit der Relevanz motivationaler Faktoren für die Behaltensleistung im Alter und die motivationalen Anreize von Videospielen bei Kindern und Jugendlichen. Seinen Übersichtsarbeiten zur Emotionspsychologie, die er in der Enzyklopädie der Psychologie und in dem Lehrbuch zur Allgemeinen Psychologie veröffentlicht hat, fanden besondere Anerkennung im Fach. Er hat auch immer wieder im Bereich der Physiologischen Psychologie gearbeitet, z. B. über experimentelle und krankheitsbedingte Variationen von Gehirnaktivitäten bei der Untersuchung des Nahrungsverhaltens. Hinzu kommen Studien zu Geschmackspräferenzen und -aversionen bei Tieren.

## Publikationen (Auswahl)
- gem. m. Heinz-Dieter Schmalt: Motivation. (3., überarb. und erw. Aufl.), Kohlhammer Verlag, Stuttgart 2000, ISBN 978-3-17-016181-8.
- gem. m. Heinz Heckhausen und Heinz-Dieter Schmalt: Achievement motivation in perspective. Academic Press, Orlando 1985, ISBN 0-12-336160-5.
- Motivation unter Erfolgsrisiko.  Hogrefe Verlag, Göttingen 1973, ISBN 978-3-8017-0074-4.